# Roeselia pannonica
Roeselia pannonica är en fjärilsart som beskrevs av Kovacs 1947. Roeselia pannonica ingår i släktet Roeselia och familjen trågspinnare. Inga underarter finns listade.

## Bildgalleri

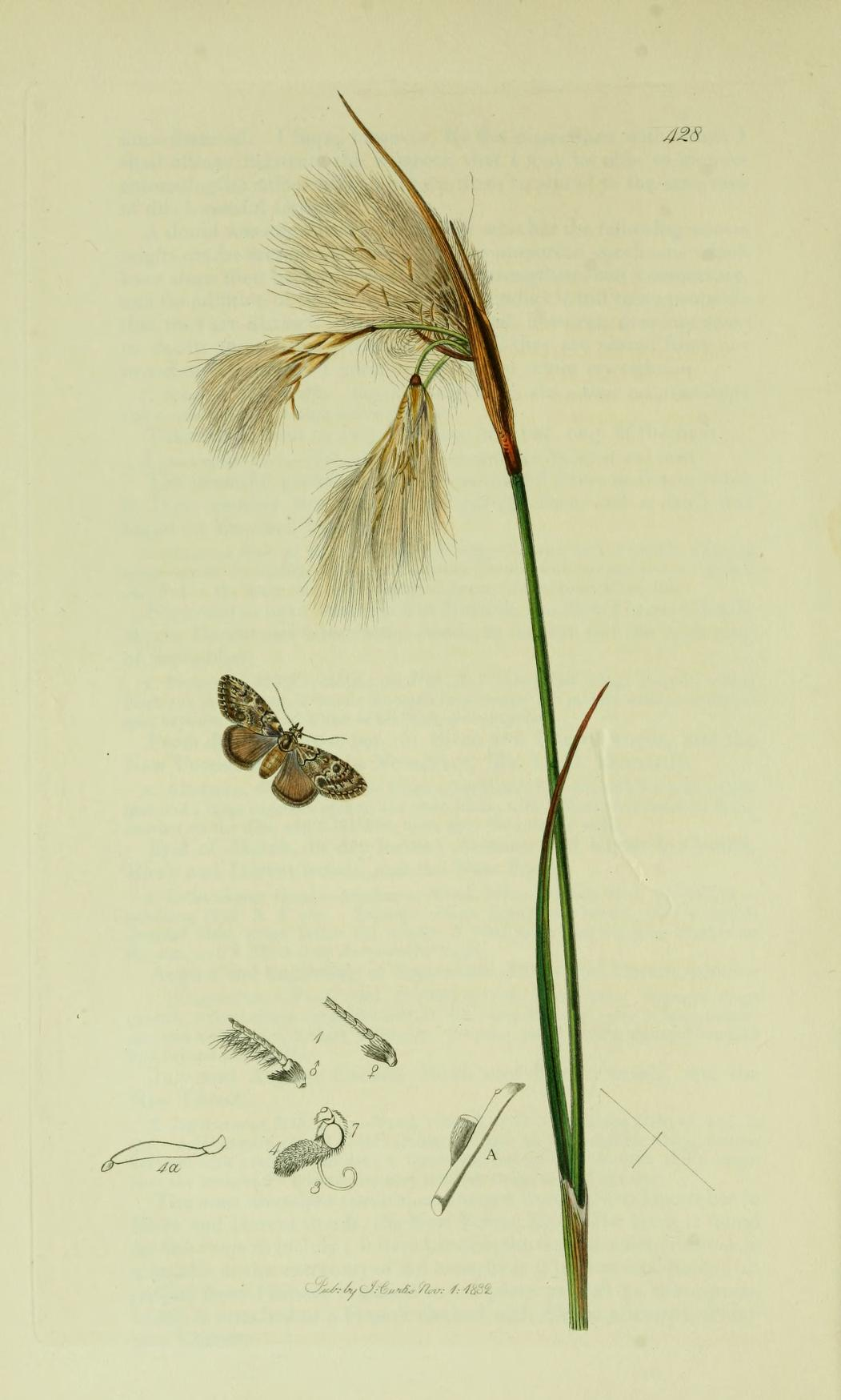